# مارك هاربر
مارك هاربر (بالإنجليزية: Mark Harper) هو سياسي بريطاني، ولد في 26 فبراير 1970 في المملكة المتحدة. حزبياً، نشط في حزب المحافظين.

## مناصب
- في الانتخابات العامة في المملكة المتحدة 2005، انتخب عضو برلمان المملكة المتحدة الـ54 عن دائرة فوريست أوف دين وقد انضم خلال فترته النيابية ‏ (5 مايو 2005 – 12 أبريل 2010) للكتلة البرلمانية حزب المحافظين.
- في انتخابات المملكة المتحدة لعام 2010، انتخب عضو برلمان المملكة المتحدة الـ55 عن دائرة فوريست أوف دين وقد انضم خلال فترته النيابية ‏ (6 مايو 2010 – 30 مارس 2015) للكتلة البرلمانية حزب المحافظين.
- في الانتخابات العامة في المملكة المتحدة 2015، انتخب عضو برلمان المملكة المتحدة الـ56 عن دائرة فوريست أوف دين وقد انضم خلال فترته النيابية ‏ (8 مايو 2015 – 3 مايو 2017) للكتلة البرلمانية حزب المحافظين.
- في الانتخابات التشريعية البريطانية 2017، انتخب عضو برلمان المملكة المتحدة الـ57 عن دائرة فوريست أوف دين وقد انضم خلال فترته النيابية ‏ (8 يونيو 2017 – ) للكتلة البرلمانية حزب المحافظين.
- انتخب عضو مجلس الشورى البريطاني.
- انتخب Parliamentary Secretary to the Treasury [الإنجليزية]‏ (9 مايو 2015 – 14 يوليو 2016).
- انتخب وزير الدولة للهجرة [الإنجليزية]‏ (4 سبتمبر 2012 – 8 فبراير 2014).
- انتخب Parliamentary Under Secretary for Constitutional and Political Reform ‏ (11 مايو 2010 – 4 سبتمبر 2012).

## وصلات خارجية
- الموقع الرسمي